# ترس (جنگ‌افزار)
تُرس سنگری سبک و قابل حمل است که در قرون وسطی توسط جنگجویان به کار برده می‌شد. این سنگر سیار جنسی از الوار یا فلز داشته که جنگاوران با انباشت مهمات و تیر و سنگ در ورای آن و در سمت خود علاوه بر حفظ جان و بدن از ضربات دشمن (خصوصاً تیرهای ارسالی توسط تیر اندازان) به جنگ می‌پرداختند. این وسیله جنگی -تدافعی اگر از جنس الوار چوبین ساخته می‌شد با نخ‌هایی خصوصاً از جنس پنبه به یکدیگر محکم می‌گشت. این وسیله درصورتی که از پوست ساخته می‌شد دیگر تُرس نامیده نشده و به آن "درقه" می‌گفتند.
نوع دیگر این وسیله "تُرس الغدر" (سپر حیله) بوده که به نوعی سپر گفته می‌شد که جنگاوران آن را به گردن می‌انداختند و از میان سوراخ تعبیه شده در میان آن به تیرپراکنی می‌پرداختند. بر اساس این متن ،"سنگر سبک"یا "سنگر سیار (متحرک)"را می‌توان از نام‌های دیگر "تُرس" دانست.
معادل انگلیسی این لغتMantlet است که به سپر قابل حملی گفته می‌شود که کار دفع ضربات جنگی را بر عهده دارد و این سلاح در قرون وسطی به کار برده می‌شد. علاوه بر این امروزه به صفحات فلزی ضد گلوله که سطح وسایل نقلیه و جنگی را عایق میکند نیز گفته می‌شود.